# George von Brunnow
Ernst Georg(e) Freiherr von Brunnow (* 6. April 1796 in Dresden; † 5. Mai 1845 ebenda) war ein vielseitiger Schriftsteller und Übersetzer.

## Leben

### Herkunft und Familie
Er entstammt der kurländischen Line des Adelsgeschlechts von Brunnow. Seine Eltern waren der kursächsische Oberst Johann Ernst von Brunnow (1751–1822) und dessen Ehefrau Maria Elisabeth Philippine von Lieven (1762–1844). Der russische Diplomat Philipp Graf von Brunnow war sein Bruder.

### Werdegang
Brunnow studierte auf der Universität Leipzig in den Jahren 1815 bis 1819 zunächst Jura. Ab dem Jahr 1829 nahm eine Philosophiestudium auf. Neben seiner schriftstellerischen Tätigkeit als Novellist und Dichter war er Assessor der Landesregierung in Dresden.
1816 lernte er in Leipzig Samuel Hahnemann kennen, den Erfinder der Homöopathie, der ihn wegen eines Augenleidens behandelte. Fortan engagierte Brunnow sich als Verbreiter der Homöopathie unter dem europäischen Adel und übersetzte eine Schrift Hahnemanns ins Französische und Lateinische.

### Werke
- Exposé de la réforme de l’art medical, Dresden 1824 (Digitalisat bei Google Books)
- Rundgesang zur dreihundertjährigen Jubelfeier Albrecht Dürer’s, Dresden 1828 (Digitalisat bei Google Books)
- Dichtungen, Dresden und Leipzig 1833 (Digitalisat bei Google Books)
- Die neue Psyche, Bunzlau 1837 (Digitalisat bei Google Books)
- Ulrich von Hutten, der Streiter für deutsche Freiheit, 3 Bde. Leipzig 1842–1843 (Digitalisat bei Google Books)
- Epos und Lyra, Leipzig 1844 (Digitalisat bei Google Books)
- Ein Blick auf Hahnemann und die Homöopathik, Leipzig 1844 (Digitalisat bei Google Books)